# SC Borea Dresden
Sportclub Borea Dresden e.V é uma agremiação esportiva alemã, fundada a 15 de agosto de 1991, sediada em Dresden, na Saxônia.
O clube, que se intitulava FV Dresden-Nord, adotou a 1 de julho de 2007 seu nome atual por conta de um novo patrocínio. Bóreas é o deus grego do vento norte.

## História

Motor Tur Dresden-Übigau

O clube foi formado como Fußballverein Dresden-Nord a 15 de agosto de 1991 como resultado da fusão das seções de futebol de Motor Tur Dresden-Übigau e Dynamo Dresden FS-Heide. Este último havia servido por muito tempo como uma equipe fornecedora de talentos para a equipe principal da cidade, o Dynamo Dresden. 
O time rapidamente se estabeleceu, avançando da Bezirksliga Dresden (VI) para atuar na Landesliga Sachsen (V) em 1993. O FV venceu a Landesliga, em 1996, conseguindo a promoção para a Oberliga Nordost-Süd (IV), na qual ainda atua, geralmente com resultados medianos.
Já o outro predecessor, o Motor Tur Dresden-Übigau, possuía departamentos de atletismo, boliche e fistball. O time de futebol fez várias aparições na terceira divisão da Alemanha Oriental entre 1959 e a reunificação alemã em 1990. Embora não tenha conquistado títulos, conseguiu quatro últimas aparições na competição da taça cidade em 1967, 1972, 1990 e 1991.
Sofrendo devido à dificuldades financeiras, o clube retirou sua equipe da Oberliga após quatro rodadas na temporada 2011-2012.
Manda seus jogos no Jägerpark Sportanlage que tem uma capacidade para 2.000 espectadores.

## Títulos
- Bezirksliga Dresden (V) Campeão: 1993;
- Landesliga Sachsen (V) Campeão: 1996;

- A categoria sub-19 atuou na Bundesliga durante a temporada 2003-2004.

## Fonte
- Grüne, Hardy (2001). Vereinslexikon. Kassel: AGON Sportverlag ISBN 3-89784-147-9